# 沖縄県道79号石垣港伊原間線
沖縄県道79号石垣港伊原間線（おきなわけんどう79ごう いしがきこういばるません・主要地方道石垣港伊原間線）は、沖縄県石垣市美崎町の石垣港と伊原間とを結ぶ主要地方道。

## 概要

### 区間
- 起点：石垣市美崎町（国道390号・石垣港）
  - 実際の起点は石垣市字登野城の730交差点（八重山郵便局前）
- 終点：石垣市字伊原間（国道390号・沖縄県道206号平野伊原間線）
- 総延長：44.9km（実延長も同じ）

### 通過自治体
- 石垣市（石垣島）

### 交差する道路
- 国道390号（起点 - 石垣市登野城・終点）
- 沖縄県道87号富野大川線（石垣市登野城・桴海富野）
- 沖縄県道208号石垣浅田線（石垣市石垣・名蔵）
- 沖縄県道211号新川白保線（石垣市新川）
- 沖縄県道207号川平高屋線（石垣市川平高屋）
- 沖縄県道206号平野伊原間線（終点）

### 重複路線
- 国道390号（起点 - 石垣市登野城730交差点）

### 主要施設
- 石垣港（起点）
- 八重山郵便局（石垣市大川）
- 沖縄県立図書館八重山分館（石垣市登野城）

## 歴史
- 1953年（昭和28年）に石垣市登野城 - 川平が琉球政府道石垣川平線、同市川平高屋 - 大浜町（現石垣市）桃里伊野田が琉球政府道川平伊野田線としてそれぞれ指定。のちに川平伊野田線の終点を伊原間に変更し川平伊原間線となる。
- 1972年（昭和47年）の本土復帰と同時に両政府道がそのまま県道となった（路線番号は石垣川平線が207、川平伊原間線は210）。
- 1976年（昭和51年）、川平伊原間線の全線と石垣川平線の登野城 - 川平高屋間が現路線名で主要地方道に昇格した（石垣川平線の残る区間は県道川平高屋線に名称変更）。

## 将来
沖縄県は2020年代に石垣市道である美崎町新栄通りをこの路線に編入し、起点～石垣市道横4号線交差点間の石垣市道への格下げ、市道横4号線交差点～なたつ橋交差点の沖縄県道214号石垣空港線への編入を行う予定である。